# Wudian, Shandong
Wudian (kinesiska: 吴店镇, 吴店) är en köping i Kina. Den ligger i provinsen Shandong, i den östra delen av landet, omkring 210 kilometer sydväst om provinshuvudstaden Jinan. Antalet invånare är 48570. Befolkningen består av 23 990 kvinnor och 24 580 män. Barn under 15 år utgör 19,0 %, vuxna 15-64 år 72 %, och äldre över 65 år 8,0 %.
Genomsnittlig årsnederbörd är 692 millimeter. Den regnigaste månaden är juli, med i genomsnitt 209 mm nederbörd, och den torraste är januari, med 4 mm nederbörd.